# Monnechroma azurea
Monnechroma azurea är en skalbaggsart som först beskrevs av Demets 1976.  Monnechroma azurea ingår i släktet Monnechroma och familjen långhorningar.
Artens utbredningsområde är:
- Costa Rica.
- Nicaragua.

Inga underarter finns listade i Catalogue of Life.